# Тидеј
Тидеј (грч. Τυδεύς) је у грчкој митологији био отац јунака Диомеда.

## Митологија
Био је син етолског краља Енеја и описиван је као храбар јунак малог раста. Још као млад, напустио је родну Етолију и путовао је до Арга, где се оженио Дејпилом, кћерком тамошњег краља Адраста. Са Арга се запутио у Микену, заједно са Полиником, а са намером да сакупи војску против Тебе. Иако су Микенци били вољни да му постану савезници, Зевс им је преко знамења поручио да исход неће бити повољан по њих. Зато је он сам кренуо као гласник до Тебе са намером да утиче на Етеокла да препусти престо Полинику. Када је стигао до тврђаве Кадмеје, позвао је тамошње јунаке на мегдан и све их побио, иако га је Атена саветовала да то не учини. Због тога су му Тебанци поставили заседу коју је предводио Меон. Тидеј је успео да побије свих педесет јунака који су учествовали у заседи, осим Меона.
Према каснијем предању, његова мајка је била Перибеја или Енејева кћерка, Горга. Напустио је завичај због убиства које је починио, а као његове жртве помињу се Меланови синови, његов стриц Алкатој или рођени брат Оленије. Тако је стигао на Арг и то у исто време када и Полиник. Два јунака су се сукобила око преноћишта, али их је раздвојио краљ Адраст, који их је начинио својим зетовима. Тидеј је тако оженио Адрастову кћерку Дејпилу. У жељи да своје зетове врати у домовину, Адраст је покренуо поход на Тебу, а Тидеј је добио задатак да освоји Кренејска врата. Међутим, показао се као махнит и крволочан ратник и крај поменутих врата је без милости убио Исмену, Етеоклову сестру. Када су већ погинули Етеокле и Полиник, у одлучујућој бици, Тидеј се сукобио са Меланипом. Јунаци су нанели смртоносне ране један другоме, али је Меланип први издахнуо. Богиња Атена, којој је Тидеј био љубимац, похитала је да му подари бесмртност. Међутим, то је схватио Амфијарај који је мрзео Тидеја, па је Меланипу одсекао главу и добацио му ју је. Тидеј је исекао лобању свог непријатеља и исисао му мозак. Згрожена, Атена је одустала од своје намере.